# Shinbashi Enbujō

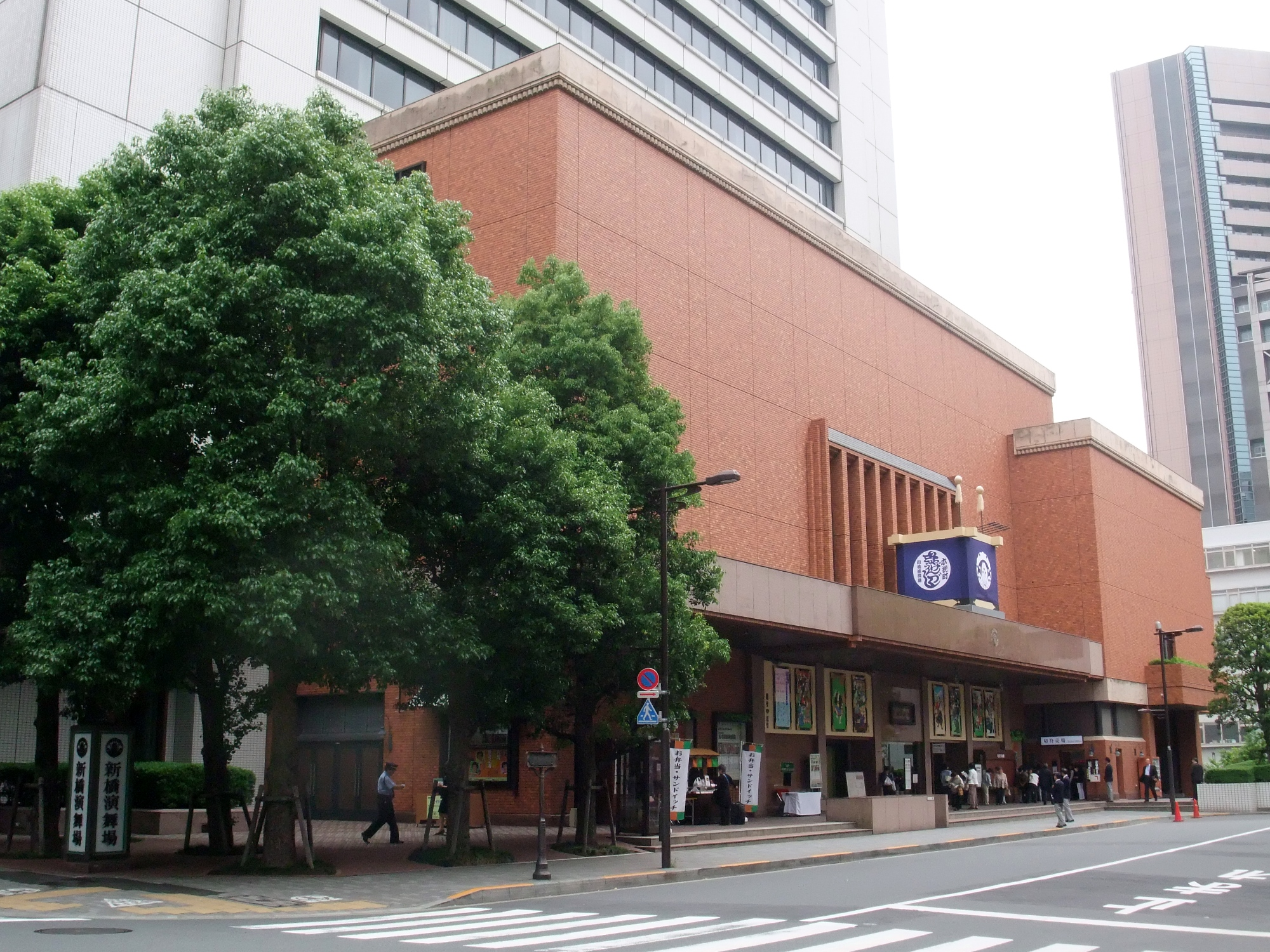
Le Shinbashi Enbujō

Le Shinbashi Enbujō (新橋演舞場, « salle Shinbashi » ou « théâtre Shinbashi ») est un théâtre situé dans le quartier de Ginza à Tokyo. Avec ses 1 428 places, c'est une importante scène du théâtre kabuki, bien que d'autres types de représentations y soient donnés.

## Histoire
Le théâtre est construit à l'origine en 1925 pour fournir un lieu pour les spectacles de danse de geisha Azuma Odori, par Kawamura Tokutarō, directeur de la maison de geisha Morikawa, qui réunit deux millions de yen de capital et crée la société Shinbashi Enbujō. Le site, par hasard, était autrefois celui de la résidence du clan Matsudaira  qui sert de cadre à la pièce de kabuki Kagamiyama Kokyō no Nishikie. Commencée en 1923, la construction est interrompue par le séisme de 1923 de Kantō mais est achevée en 1925.
En 1940, le théâtre entre en contact avec la Shōchiku, importante société de production de cinéma et de théâtre, aujourd'hui à la tête des sociétés de production kabuki.
Depuis qu'il est associé à la Shōchiku, le théâtre a régulièrement présenté des productions allant du drame moderne et des comédies musicales au genre shinpa (nouvelle école) développé au cours de l'ère Meiji ainsi qu'au kabuki. Le Kabuki-za, situé à plusieurs pâtés de maisons, est le principal théâtre de kabuki au monde. Il joue un peu le rôle d'un conservatoire de la tradition et sa scène est généralement dominée par les acteurs vedettes de tous les genres. Par contre, de nombreuses formes plus expérimentales dans le genre kabuki, ainsi que des pièces de théâtre avec des acteurs plus jeunes, sont représentées au Shinbashi Enbujō. Cela comprend le « super kabuki » dont Ichikawa Ennosuke III a été le pionnier, qui incorpore les musiques occidentale, chinoise, indienne, et d'autres influences stylistiques non japonaises, et par-dessus tout des effets spéciaux sur scène au-delà de ceux observés dans le kabuki typique et les représentations hanagata kabuki (花形歌舞伎, littéralement « acteur vedette du kabuki » ou « motif floral kabuki ») présentant la génération plus jeune de vedettes du kabuki.
Le bâtiment est détruit lors des bombardements de Tokyo durant la Seconde Guerre mondiale mais est reconstruit en 1948. Des rénovations majeures sont entreprises en 1982, comprenant des mises à niveau techniques, des sièges supplémentaires et une expansion afin d'intégrer le proche bâtiment des moteurs Nissan.
Le Shinbashi Enbujō demeure le principal théâtre kabuki de l'an 2010 jusqu'en mars 2013 pendant que le théâtre kabuki-za est en cours de reconstruction.

## Source de la traduction
- (en) Cet article est partiellement ou en totalité issu de l’article de Wikipédia en anglais intitulé « Shinbashi Enbujō » (voir la liste des auteurs).